# Gelis fortificator
Gelis fortificator är en stekelart som beskrevs av Aubert 1980. Gelis fortificator ingår i släktet Gelis och familjen brokparasitsteklar. Inga underarter finns listade i Catalogue of Life.